# 강재원 (핸드볼 선수)
강재원(姜在源, 1965년 11월 30일~)은 대한민국의 핸드볼 선수, 지도자로 포지션은 라이트백과 센터백이다. 1989년부터 2002년까지 스위스 핸드볼 리그의 그라스호퍼와 파디 빈터투어 소속으로 뛰었으며, 대한민국 최초로 유럽 리그로 진출한 핸드볼 선수이다. 대한민국 국가대표로 활약하여 1988년 하계 올림픽에서 은메달을 획득했고 아시안 게임 2회 우승, 아시아 선수권 대회 4회 우승을 달성했다. 1989년에는 국제 핸드볼 연맹 올해의 선수로 선정되었다.
은퇴 후 지도자를 맡으며, 중국 여자 대표팀과 대한민국 여자 대표팀 감독을 맡았다.